# Harald Edholm
Harald Edholm, född 7 februari 1889 i Västervik, död 14 december 1981 i Saltsjöbaden, var en svensk elektrotekniker.
Harald Edholm var son till bokhandlaren Carl Fredrik Cyrillus Edholm. Efter studentexamen i Västervik 1905 utexaminerade han 1912 från Tekniska högskolans fackavdelning för elektroteknik. Edholm verkade som ingenjör vid olika svenska företag 1914–1919 och var distriktsingenjör vid Statens vattenfallsverk och Älvkarleby kraftverks uppsaladistrikt 1919–1923. Han var 1922–1933 byrådirektör vid Vattenfallsstyrelsens kraftverksbyrå samt därefter chef för Jordbrukets elektrotekniska forskningsinstitution fram till 1941, då han utnämndes till förrådsdirektör vid Vattenfallsstyrelsen. Edholm bedrev en omfattande forsknings– och försöksverksamhet rörande elektricitetens användning inom det svenska jordbruket, bland annat ändamål som ensilering, spannmåls– och hötorkning med mera. Han handhade utvecklingsarbeten beträffande landsbygdens elektrifiering och elektriska taxor och ägande sig särskilt åt organisationen av de elektriska distributionsföreningarnas verksamhet. Som uppfinnare på det elektrotekniska området blev han känd genom konstruktionen av S.F.–silon. Edholm uppfann även en metod för artificiell hötorkning med obetydligt näringsförlust. Han författade en rad skrifter, de flesta publicerade i Tekniska meddelanden från Vattenfallsstyrelsen och Meddelanden för Jordbrukstekniska föreningen.